# 야드린
야드린(러시아어: Ядрин, 추바시어: Етӗрне)은 러시아 추바시야 공화국의 도시로, 야드린스키군의 행정 중심지이다. 수라강 좌안에 자리잡고 있으며, 추바시야의 수도 체복사리에서 남서쪽으로 86km 떨어져 있다. 인구는 2010년 조사 기준 9,614명.